# Thanatus mandali
Thanatus mandali es una especie de araña cangrejo del género Thanatus, familia Philodromidae. Fue descrita científicamente por Tikader en 1965.

## Distribución
Esta especie se encuentra en India.